# عقد 880 هـ
عقد 880 هـ هو الفترة بين عام 880 إلى 889 في التقويم الهجري، أي العشر سنوات التاسعة من القرن التاسع الهجري.